# نزهة المشتاق فی اختراق الآفاق
 نُزهة المشتاق فی اختراق الآفاق  (سفر شخص مشتاق در آفاق)‌ یا لوح راجر کتاب و نقشه نوشتهٔ ۱۱۵۴میلادی توسط شریف ادریسی جغرافی‌دان مسلمان اندلسی (اسپانیایی) سدهٔ ششم هجری و تنها کتاب جغرافیایی است که در سدهٔ ششم تألیف شده‌است. 
کتاب در دوران راجر دوم پادشاه سیسیل نوشته و به او تقدیم شده‌است.

کپی مدرن ، وارونه با جهت شمال به بالا.

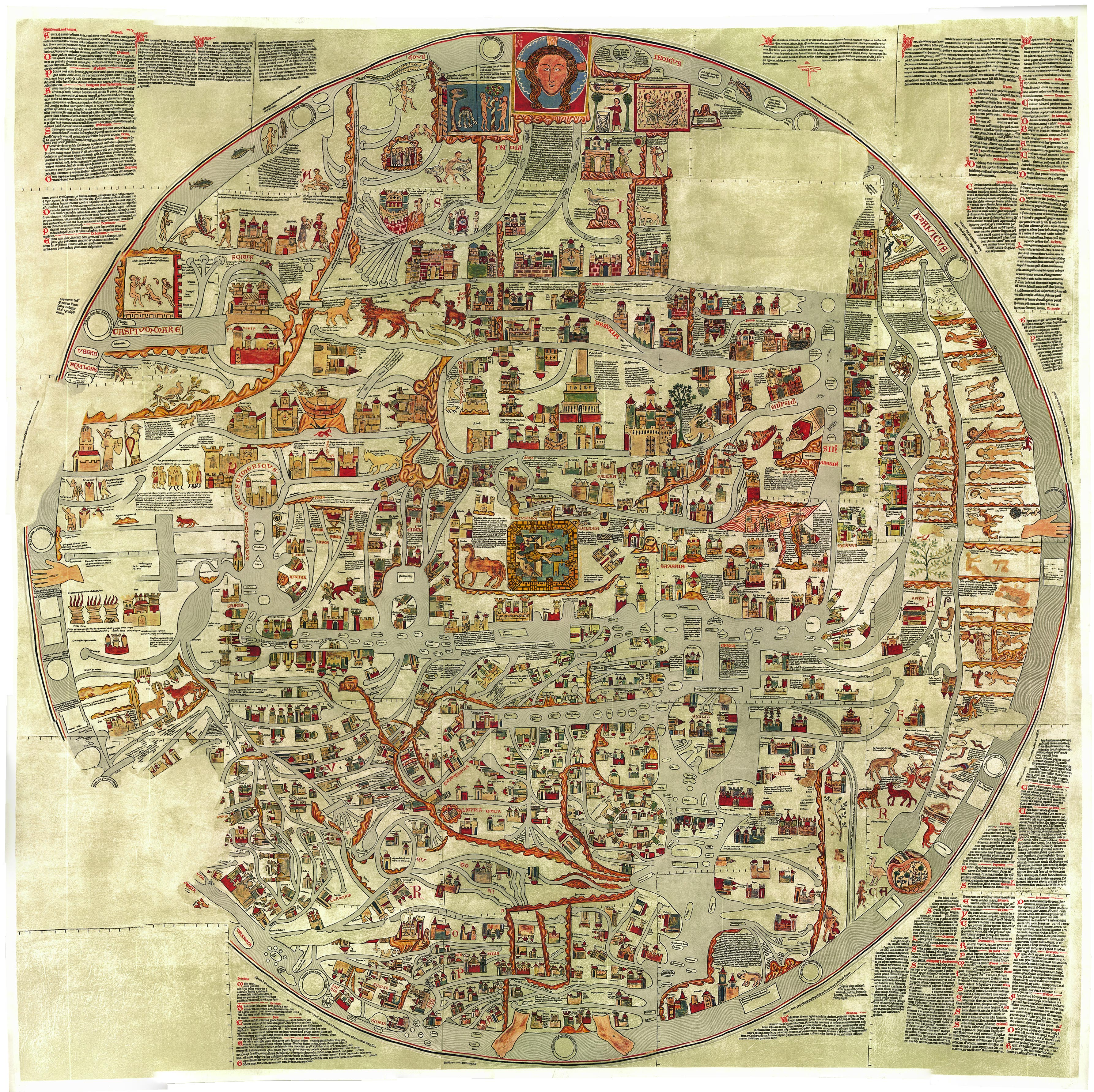
The Ebstorf Map, c. 1235.

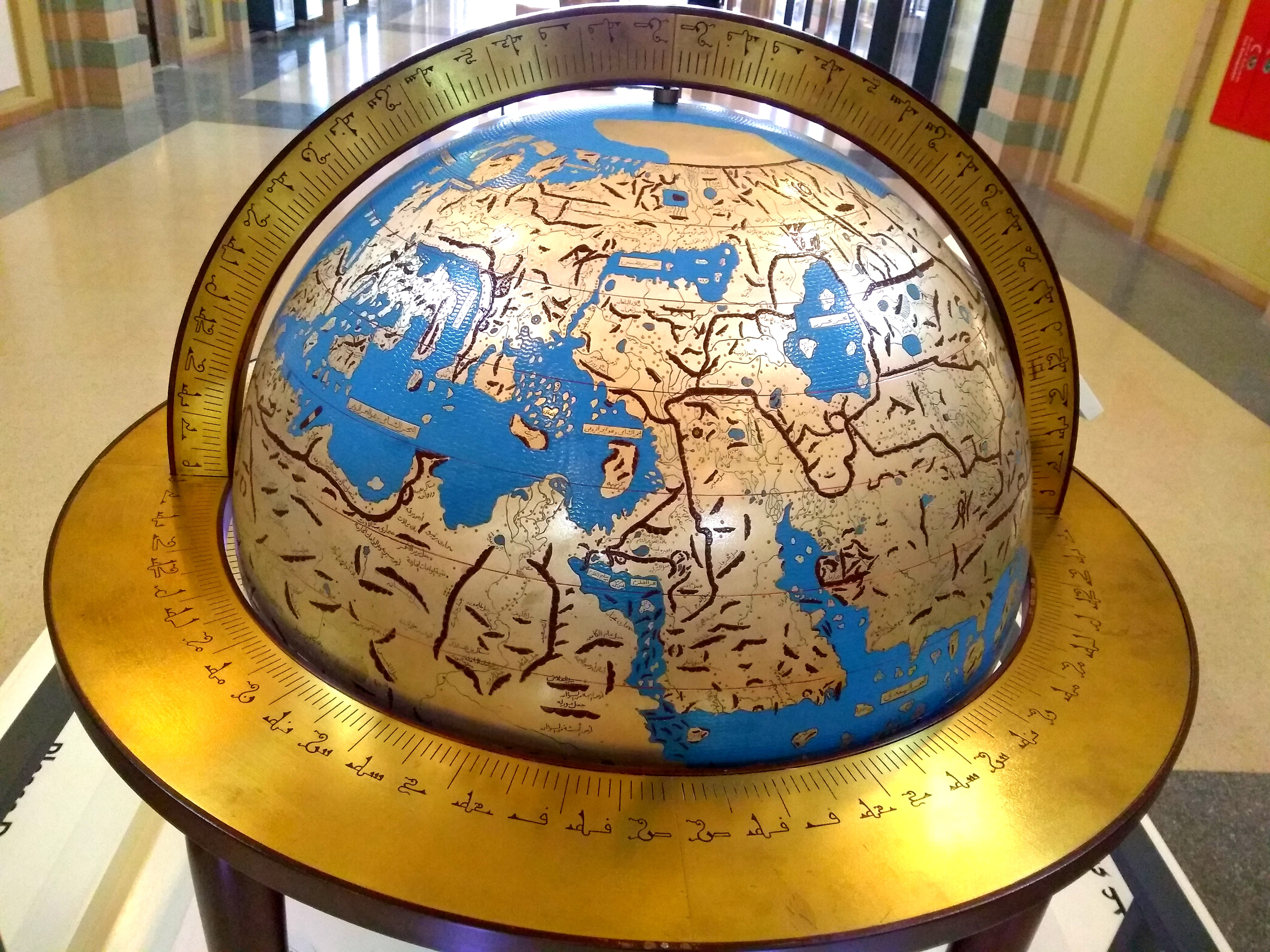
بازسازی کروی از نقشه در موزه تمدن اسلامی شارجه

## ساختار کتاب
کتاب شامل هفت اقلیم می‌باشد که در آن دوران معروف بوده‌اند. 
نویسنده از اقلیم اول چنین می‌نویسد: این اقلیم از سمت مغرب و از جهت غربی دریایی که به بحرالظلمات معروف است آغاز می‌شود. بحرالظلمات که از ماورای آن کسی آگاهی ندارد، (مردم آن زمان به دلیل راه‌نیافتن و نرسیدن به پشت این اقیانوس، اعتقاد داشتند که در پشت آن  هیچ‌گونه زندگانی وجود ندارد بنابراین آن را بحرالظلمات نامگذاری کردند که همان اقیانوس اطلس  است).

## ترجمهٔ کتاب
کتاب به چندین زبان زندهٔ دنیا ترجمه شده‌است. نسخه اصلی کتاب به دست‌خط  ادریسی در موزهٔ ملی هامبورگ است. 
بخشی از این کتاب در سال ١٣٨٨ خورشیدی توسط بنیاد ایران شناسی، زیر نظر حسن حبیبی و با ترجمهٔ عالی استاد عبدالمحمد آیتی و تحشیه و تعلیق امیرهوشنگ انوری با عنوان ایران در کتاب نزهةالمشتاق به فارسی منتشر شده‌است.http://91.98.46.102:8081/mostanadat/entesharat.aspx